# Georg I. (Sachsen-Meiningen)
Herzog Georg I. Friedrich Karl von Sachsen-Meiningen (* 4. Februar 1761 in Frankfurt am Main; † 24. Dezember 1803 in Meiningen) regierte von 1782 bis 1803 das Herzogtum Sachsen-Meiningen. Er gilt als einer der bedeutendsten Vertreter des Meininger Herzogshauses und regierte das Land nach dem Vorbild seiner Mutter im Sinne des aufgeklärten Absolutismus.  Georg machte sich als Förderer von Schulwesen, Landwirtschaft und Forstwesen verdient. Sich selbst bezeichnete er als „der erste Diener des Staates“.

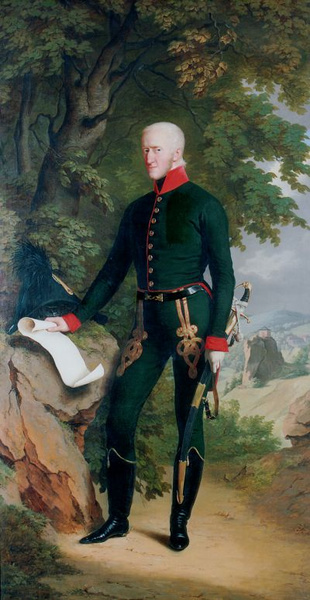
Herzog Georg I. von Sachsen-Meiningen

## Leben
Seine Eltern waren Herzog Anton Ulrich von Sachsen-Meiningen (1687–1763) und Prinzessin Charlotte Amalie von Hessen-Philippsthal (1730–1801). Damit entstammte Georg I. dem Haus Sachsen-Meiningen. Sein Prinzenerzieher war der Meininger Theologe und Geologe Johann Ludwig Heim, sowie der Mitinstruktor Johann Georg Otto, die ihn und seinen Bruder auch 1775 zum Studium an die Universität Straßburg begleiteten. Er stand bis 1779 unter der Regentschaft seiner Mutter, und bis zum frühen Tod seines älteren Bruders Karl Wilhelm 1782 regierte er gemeinsam mit diesem, da es in Sachsen-Meiningen keine Primogeniturordnung gab. Im Jahre 1789 berief er den Komponisten J.F.A. Fleischmann als „Cabinets-Secretaire“ in seinen Dienst.
Am 27. November 1782 heiratete er in Langenburg Prinzessin Louise Eleonore zu Hohenlohe-Langenburg und ließ im selben Jahr in Meiningen den von ihm maßgeblich mitkonzipierten Englischen Garten anlegen. Er begann mit seinem Bruder den Umbau Meiningens zu einer repräsentativen Residenzstadt und gestaltete den Ort Bad Liebenstein und das Schloss Altenstein mit seinem Park maßgeblich um.
Mit der Gründung der Forstakademie Dreißigacker 1800 auf Schloss Dreißigacker wurde der Grundstein für den bedeutenden Aufschwung der Forstwirtschaft des Herzogtums gelegt.
Auf großen Pomp anlässlich der Geburt seines Sohnes Bernhard verzichtete er und sorgte mit dem Ersparten für die Grundsteinlegung eines Schulgebäudes, das 1821 unter der Regierung seiner Frau als Gymnasium Bernhardinum eröffnet werden konnte. Ebenso gründete er eine Armenschule mit einer angeschlossenen Arbeitseinrichtung und kostenloser medizinischer Versorgung. Schon bei Regierungsantritt hatte er die herzogliche Bibliothek und die Kunstsammlungen für die Öffentlichkeit zugänglich gemacht. Georg sorgte auch für eine Reform des Kirchenwesens, unter anderem hob er die Buße bei unehelicher Mutterschaft auf.
Wie sein Bruder war er zeitlebens bei schwächlicher Gesundheit und starb im Alter von 42 Jahren an einem „Brustfieber“. Als Regent für seinen unmündigen Sohn fungierte seine Witwe Louise Eleonore.
Georg war Mitglied der Freimaurerloge Charlotte zu den drei Nelken

## Nachkommen
Aus seiner Ehe hatte Georg folgende Kinder:
- Adelheid (1792–1849) ⚭ 1818 den nachmaligen König Wilhelm IV. König von Großbritannien
- Ida (1794–1852) ⚭ 1816 Herzog Karl Bernhard von Sachsen-Weimar-Eisenach
- Bernhard II. Erich Freund (1800–1882), Herzog von Sachsen-Meiningen ⚭ 1825 Prinzessin Marie von Hessen-Kassel (1804–1888).